# Lista de deputados estaduais do Amapá da 5.ª legislatura
Esta é a lista de deputados estaduais do Amapá para a legislatura 2007–2011.

## Composição das bancadas
| Partido | Líder               | Bancada | Posição      |
| ------- | ------------------- | ------- | ------------ |
| PDT     | Roberto Góes        | 3 / 24  | Governo      |
| PTdoB   | Ricardo Soares      | 3 / 24  | Governo      |
| PMDB    | Dalto Martins       | 3 / 24  | Governo      |
| PSDB    | Jorge Amanajás      | 2 / 24  | Oposição     |
| PSB     | Camilo Capiberibe   | 2 / 24  | Oposição     |
| PV      | Zezé Nunes          | 2 / 24  | Governo      |
| PFL     | Isaac Alcolumbre    | 2 / 24  | Oposição     |
| PSC     | Moisés Souza        | 1 / 24  | Governo      |
| PSL     | Alexandre Barcellos | 1 / 24  | Independente |
| PCB     | Jorge Souza         | 1 / 24  | Oposição     |
| PTB     | Mira Rocha          | 1 / 24  | Oposição     |
| PT      | Joel Banha          | 1 / 24  | Oposição     |
| PMN     | Dr. Brasil          | 1 / 24  | Independente |
| PL      | Paulo José (PJ)     | 1 / 24  | Independente |

## Deputados estaduais
| Número | Deputados estaduais eleitos | Partido | Votação | Percentual | Cidade onde nasceu | Unidade federativa |
| 12111  | Roberto Góes                | PDT     | 10.641  | 3,54%      | Porto Grande       | Amapá              |
| 45234  | Jorge Amanajás              | PSDB    | 9.067   | 3,02%      | Chaves             | Pará               |
| 15699  | Francisca Favacho           | PMDB    | 7.444   | 2,48%      | Macapá             | Amapá              |
| 12222  | Eider Pena                  | PDT     | 6.522   | 2,17%      | Ferreira Gomes     | Amapá              |
| 15800  | Dalto Martins               | PMDB    | 6.390   | 2,13%      | Breves             | Pará               |
| 20123  | Moisés Souza                | PSC     | 5.841   | 1,94%      | Macapá             | Amapá              |
| 17777  | Alexandre Barcellos         | PSL     | 5.803   | 1,93%      | Rio de Janeiro     | Rio de Janeiro     |
| 70369  | Kaká Barbosa                | PTdoB   | 5.746   | 1,91%      | Recife             | Pernambuco         |
| 21122  | Jorge Souza                 | PCB     | 5.513   | 1,83%      | Macapá             | Amapá              |
| 45123  | Michel JK                   | PSDB    | 5.450   | 1,81%      | Macapá             | Amapá              |
| 14122  | Mira Rocha                  | PTB     | 5.303   | 1,76%      | Macapá             | Amapá              |
| 13580  | Joel Banha                  | PT      | 5.224   | 1,74%      | Macapá             | Amapá              |
| 40123  | Camilo Capiberibe           | PSB     | 5.213   | 1,73%      | Santiago           | Chile              |
| 43123  | Zezé Nunes                  | PV      | 5.102   | 1,70%      | Gurupá             | Pará               |
| 33111  | Dr. Manoel Brasil           | PMN     | 5.063   | 1,68%      | Porto Grande       | Amapá              |
| 15125  | Edinho Duarte               | PMDB    | 5.053   | 1,68%      | Macapá             | Amapá              |
| 43222  | Manoel Mandi                | PV      | 4.930   | 1,64%      | Poranga            | Ceará              |
| 22222  | Paulo José (PJ)             | PL      | 4.869   | 1,62%      | Macapá             | Amapá              |
| 25123  | Isaac Alcolumbre            | PFL     | 4.331   | 1,44%      | Macapá             | Amapá              |
| 70123  | Ricardo Soares              | PTdoB   | 4.226   | 1,41%      | São Caetano do Sul | São Paulo          |
| 25369  | Jorge Salomão               | PFL     | 4.224   | 1,40%      | Afuá               | Pará               |
| 12345  | Keka Cantuária              | PDT     | 4.216   | 1,40%      | Mazagão            | Amapá              |
| 40111  | Ruy Smith                   | PSB     | 4.121   | 1,37%      | Macapá             | Amapá              |
| 70000  | Meire Serrão                | PTdoB   | 3.813   | 1,27%      | Mazagão            | Amapá              |